# Monumentet mot krig och fascism

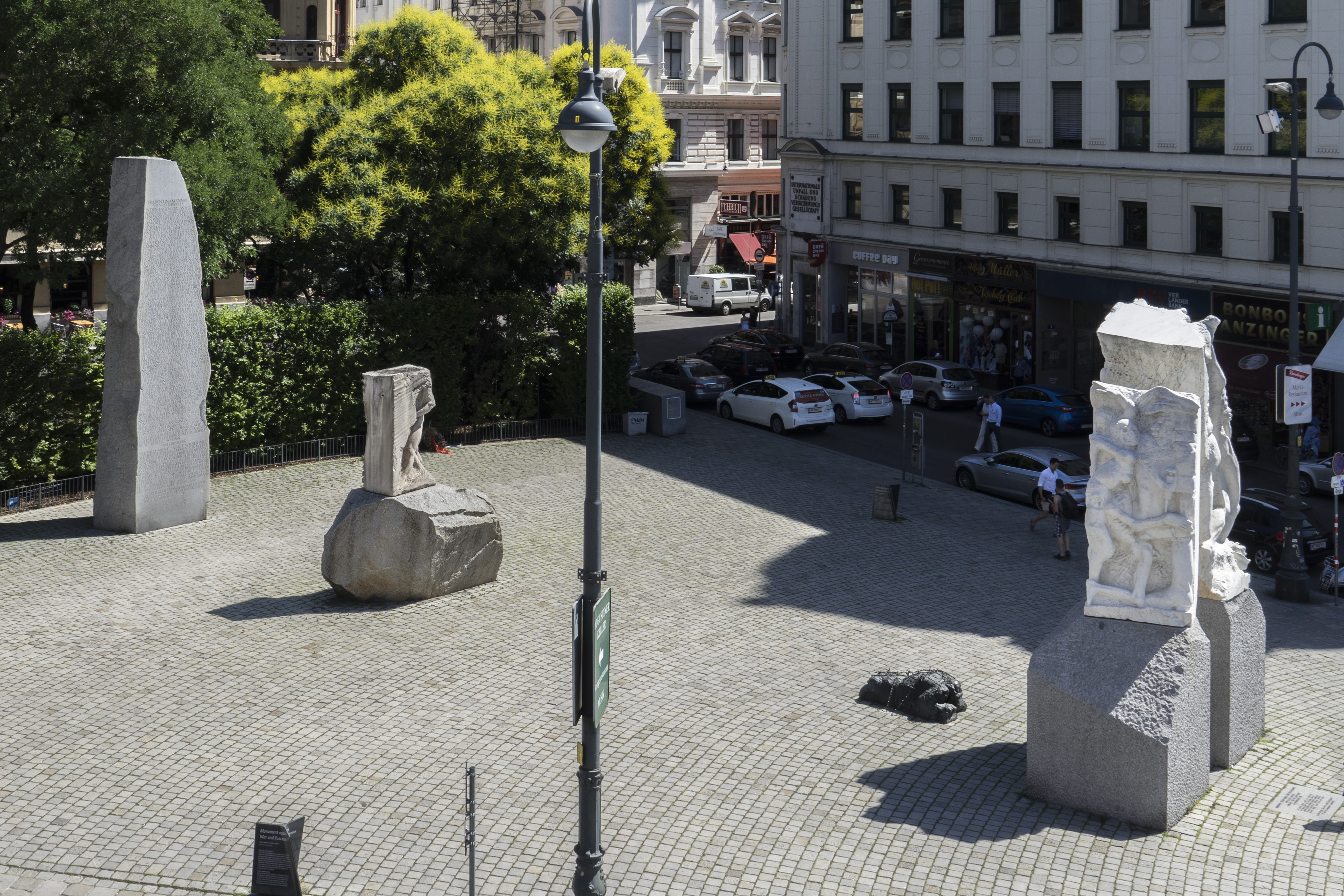
Monumentet mot krig och fascism, Albertinaplatz, Wien

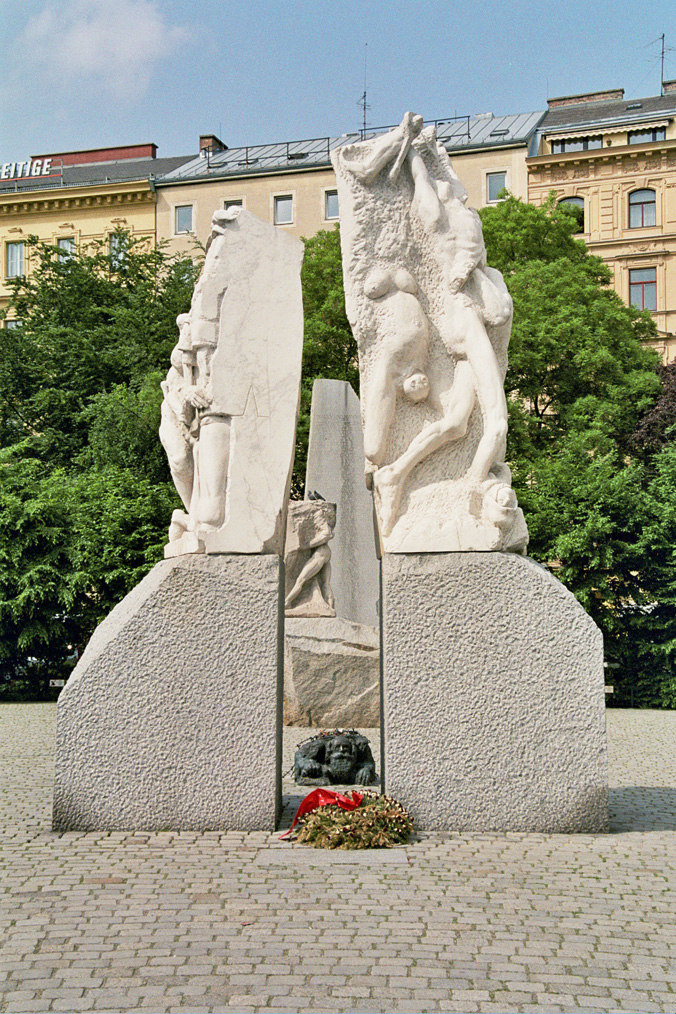
Våldsporten med en bronsskulptur av en knäböjande jude

Monumentet mot krig och fascism är ett konstverk på Albertinaplatz i Wien, Österrike. Monumentet uppfördes 1988 av den österrikiske konstnären Alfred Hrdlicka till minne av 50-årsdagen av Anschluss. Monumentet har stått sedan 1988 på Albertinaplatz i Wien - som 2009 blev namngiven efter borgmästare Helmut Zilk som Helmut Zilk Platz - mittemot Palais Erzherzog Albrecht och på baksidan av Wiener Staatsoper. Som monument är det avsett att fungera som en påminnelse om den mörkaste epoken i Österrikes historia. Det är tillägnat alla offer för krig och fascism.

## Historia
Här stod Philipphof, ett representativt stort bostadshus från Gründerzeit, som förstördes av en bombattack den 12 mars 1945. Hundratals människor som hade sökt skydd i källarna dödades. En del av de begravda kunde inte grävas fram; endast 180 kroppar kunde hämtas. Det exakta antalet offer kunde inte fastställas. 
År 1988 uppförde staden Wien "Minnesmärket mot krig och fascism" på initiativ av borgmästare Helmut Zilk. Den österrikiske skulptören Alfred Hrdlicka var ansvarig för designen och utförandet. Minnesmärket avtäcktes den 24 november 1988.

## Minnesmärket
Längst fram på torget står Tor der Gewalt (Våldsporten). Den är gjord av granit, eftersom den drogs av tusentals fångar över dödstrappan i stenbrottet i koncentrationslägret Mauthausen. Skulpturen till vänster är avsedd att fira offren för massmordet som begåtts av nationalsocialisterna där och i andra läger och fängelser, samt offren för förföljelse på grund av nationellt, religiöst och etniskt ursprung, mentalt och fysiskt funktionshinder och sexuell läggning. Gruppen med siffror på höger grindkolumn är tillägnad minnet av alla krigsoffer. Den ansiktslösa kroppen hos en förlöst kvinna ska symbolisera Österrikes återfödelse efter krigets fasor.
De första offren för de nationalsocialistiska härskarna var deras politiska motståndare och i ännu större omfattning judarna. Efter Anschluss (annekteringen) av Österrike till Tyska riket den 12 mars 1938 tvingades judar skura bort proösterrikiska och antinazistiska slagord från gatorna. Bronsskulpturen av en knäböjande gatuskurande jude påminner om den nedbrytning och förödmjukelse som föregick den hänsynslösa förföljelsen och mordet på judiska medborgare omedelbart efter Anschluss.
Orpheus betritt den Hades, en manlig figur som stiger in i ett marmorblock, är ett minnesmärke över bomboffren och över dem som motsatte sig nationalsocialismen med risk för sina liv.
Den 27 april 1945, när kriget ännu pågick i västra Österrike, förklarade företrädarna för de nya eller rekonstruerade politiska partierna återupprättandet av Republiken Österrike i Wien genom den österrikiska självständighetsförklaringen. Utdrag ur självständighetsförklaringen och namnen på de män som undertecknade den finns på Stein der Republik (Republikens sten). Den är gjord av Mauthausengranit från stenbrottet i Perg Trommelberg, väger 57 ton, är 8,4 meter hög och är därför den största monoliten som någonsin levererats från något av stenbrotten i Mühlviertel.

## Galleri

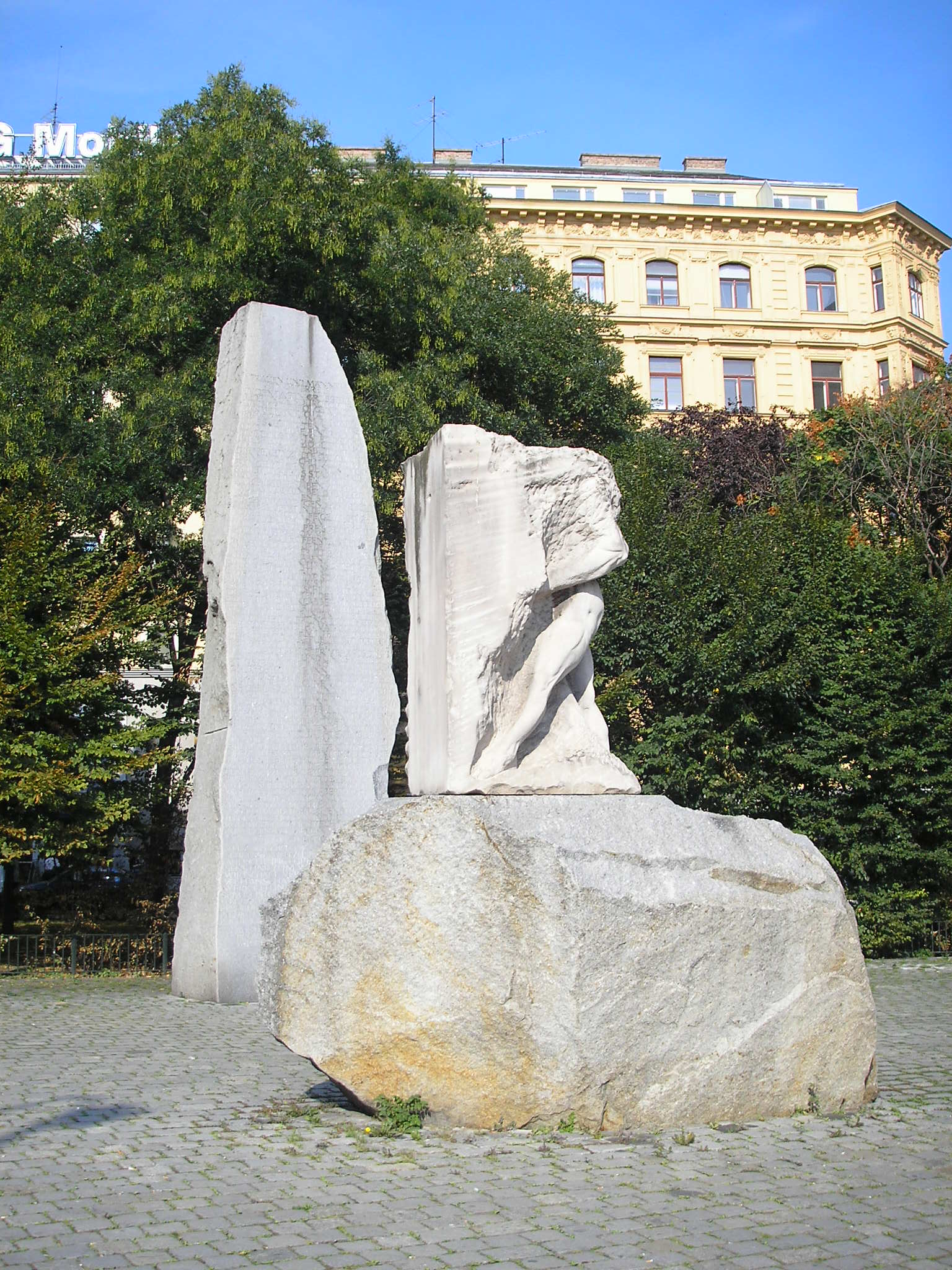
"Orfeus inträder i Hades" med "Stein der Republik" i förgrunden
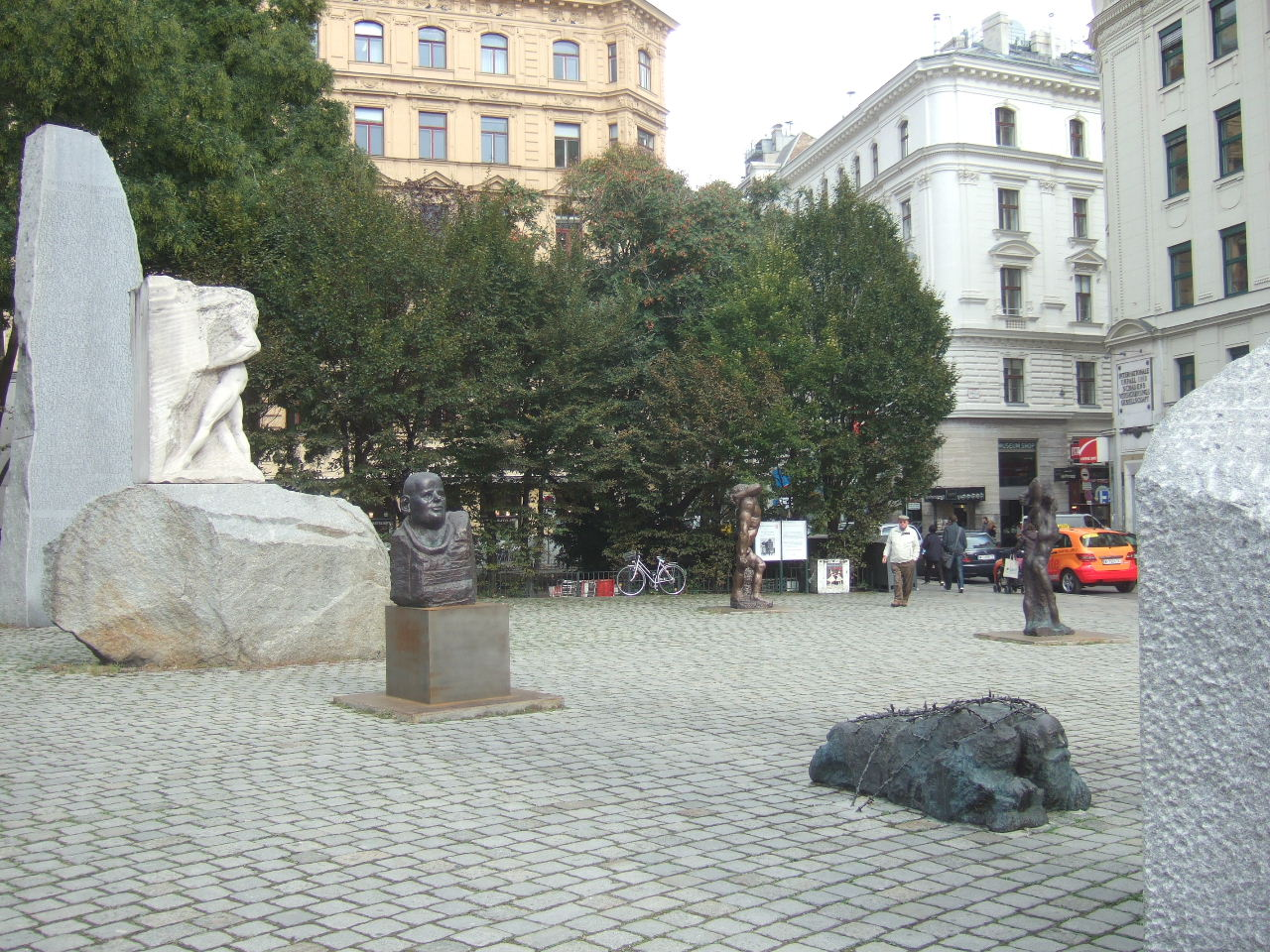
Mahnmal (2009) med tre tillägg:Porträtt av Bonhoeffer/Orpheus II (förgrunden till vänster)/Orpheus I (förgrunden till höger)
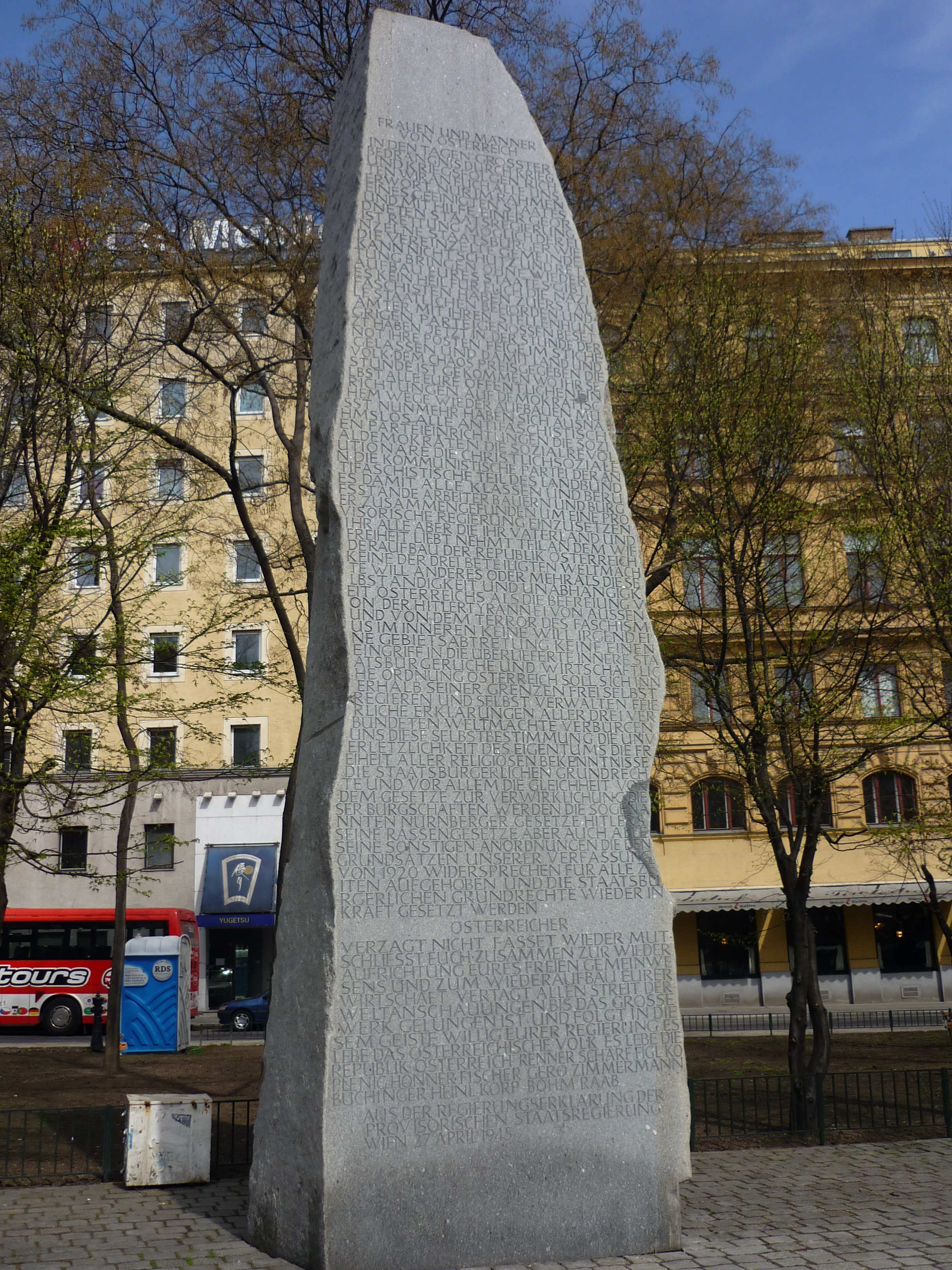
"Stein der Republik"
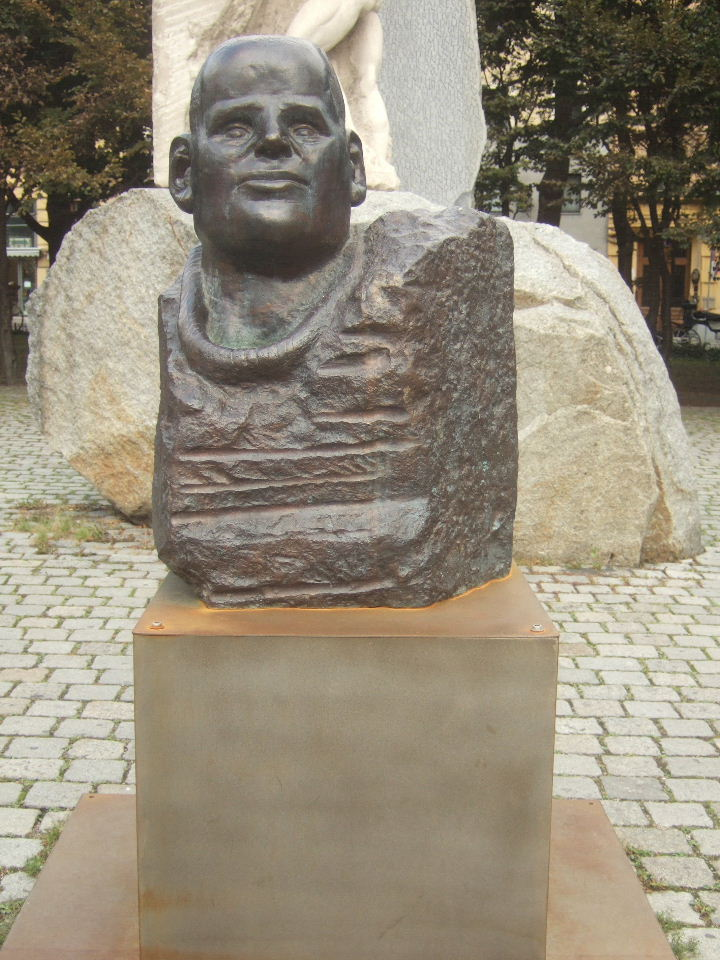
Porträtt av Bonhoeffer  (1977)
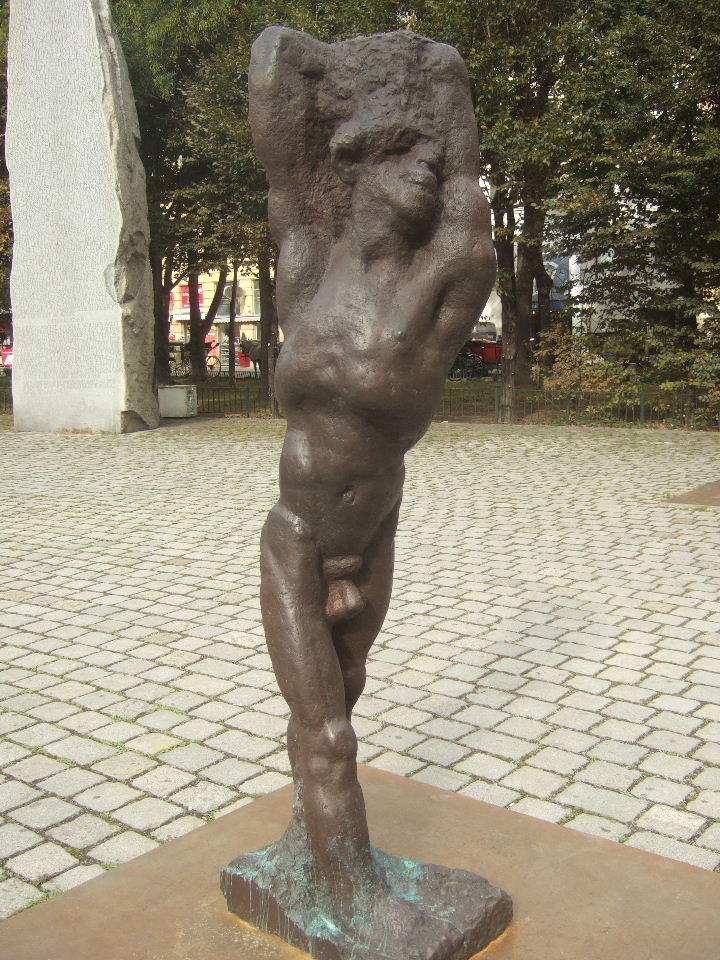
"Orpheus I" (1963)
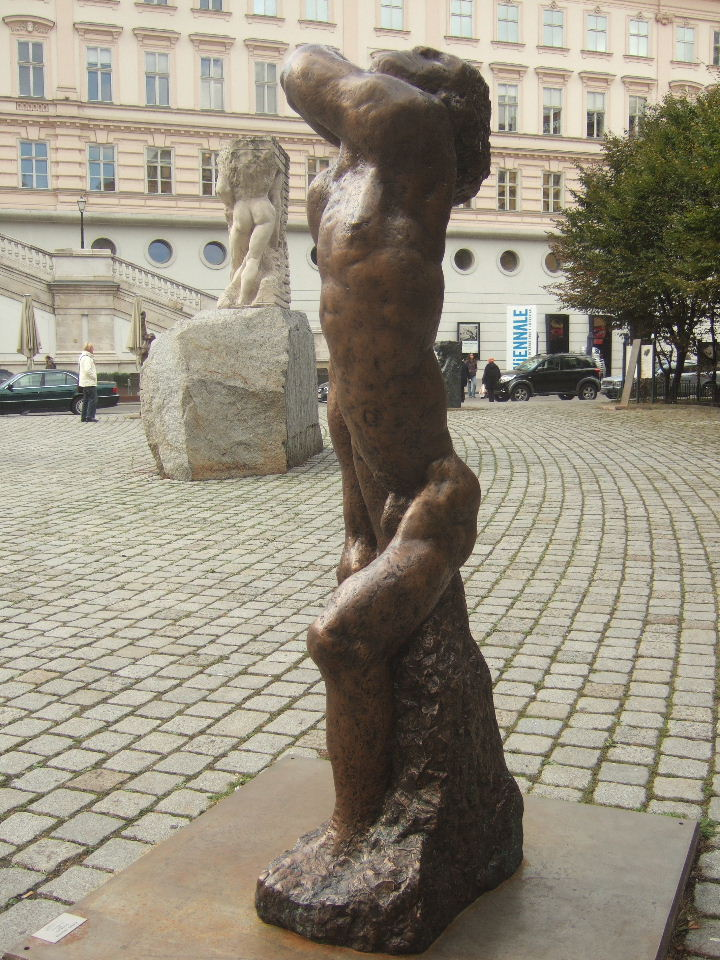
"Orpheus II" (1963)
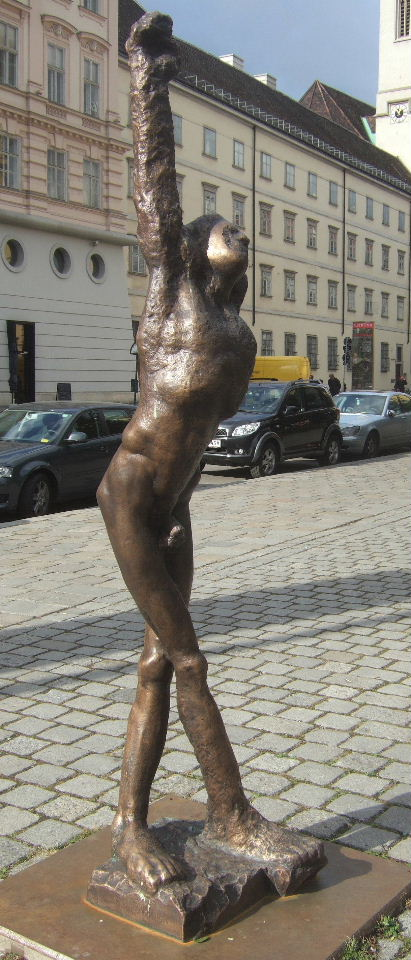
"Marsyas I" (1955/57 – 1962)
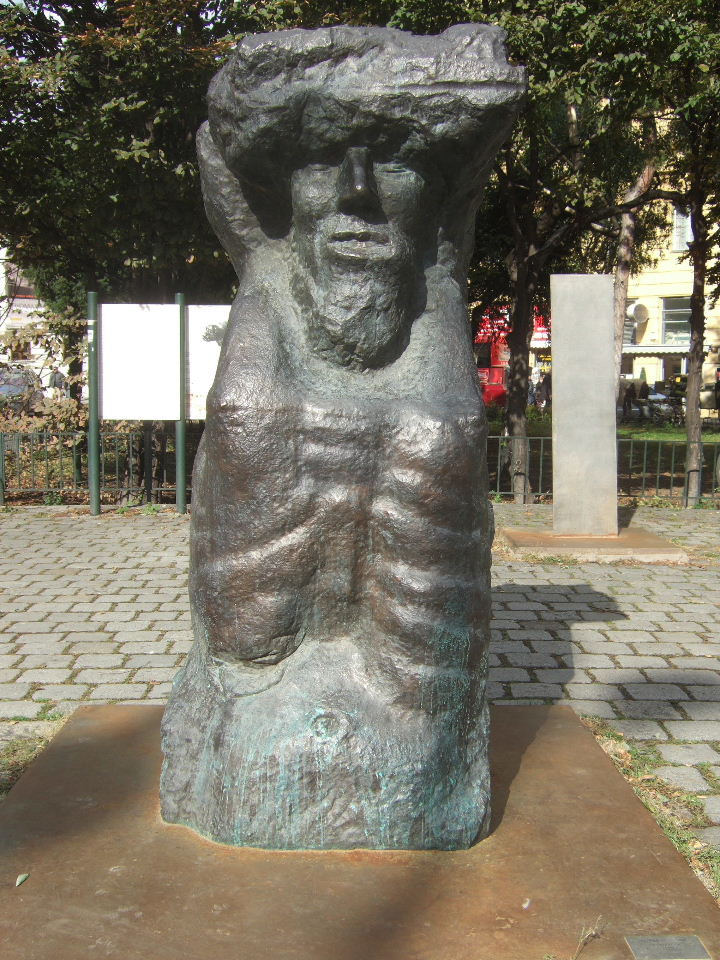
Inkarnation (1994 – 1996)